# Figueiró dos Vinhos
Pour les autres significations, voir Figueiró dos Vinhos (freguesia).
Figueiró dos Vinhos est une municipalité (en portugais : concelho ou município) du Portugal, située dans le district de Leiria et la région Centre.

## Géographie
Figueiró dos Vinhos est limitrophe :
- au nord, de Lousã,
- à l'est, de Castanheira de Pera et Pedrógão Grande,
- au sud-est, de Sertã,
- au sud, de Ferreira do Zêzere,
- à l'ouest, de Alvaiázere, Ansião et Penela,
- au nord-ouest, de Miranda do Corvo.

## Démographie
| 1801  | 1849  | 1900  | 1930   | 1960   | 1981  | 1991  | 2001  | 2011  |
| ----- | ----- | ----- | ------ | ------ | ----- | ----- | ----- | ----- |
| 2 430 | 5 068 | 9 702 | 10 699 | 11 545 | 8 754 | 8 012 | 7 352 | 6 169 |

## Subdivisions
La municipalité de Figueiró dos Vinhos groupe 5 freguesias :
- Aguda
- Arega
- Bairradas
- Campelo
- Figueiró dos Vinhos

## Jumelages
Figueiró dos Vinhos compte deux accords de jumelage :
- Saint-Maximim (France)
- Nampula (Mozambique)